# Kirua Vunjo Kusini
Kirua Vunjo Kusini (auch Kiruavunjo Kusini) ist ein Verwaltungsbezirk (Ward) des Distrikts Moshi in der tansanischen Region Kilimandscharo.

## Geografie
Kirua Vunjo Kusini liegt im Nordosten von Tansania östlich der Regionshauptstadt Moshi nördlich und südlich der Nationalstraße T2.
Der Bezirk grenzt im Norden an Kirua Vunjo Magharibi, in Nordosten an Kirua Vunjo Mashariki, im Osten an Njia Panda, im Süden an Kahe Mashariki und Kahe Magharibi und im Westen an Old Moshi Magharibi und Kimochi. Bei der Volkszählung 2022 lebten 27.495 Menschen in 7130 Haushalten auf einer Fläche von 94 Quadratkilometern.

## Gliederung
Der Bezirk besteht aus sechs Gemeinden (Mtaa) mit 30 Orten (Kitongoji):
| Mabungo - Maendeleo - Kiriche Juu - Kiriche Chini - Mikababuni - Kilindini - Barabara Chini | Yamu Makaa - Pumwani A - Pumwani B - Mbuyuni - Kiuo A - Kiuo B - Kawawa | Yamu - Yamu Juu - Yamu Kati - Kiatsoni - Mrieni - Mbuyuni - Kiraracha - Masia | Uparo - Uparo - Mandangeni - Maande - Sumi - Iwaleni | Uchira - Karamsingi - Kati Juu - Kati Chini | Koresa - Miwaleni - Tella Juu - Tela Chini |

## Wirtschaft und Infrastruktur
- Bildung: Im Bezirk liegen fünf weiterführende Schulen.[7] Die Anwarite Girls’ Secondary School ist eine Internatsschule, die von der römisch-katholischen Kirche geführt wird und eine Ausbildung bis zur 4. Stufe anbietet.[8] Ebenfalls privat geführt wird die Uchira Girls Islamic Secondary School, deren Schwerpunkt die Ausbildung in Design-, Näh- und Tuchtechnik bis zur 3. Stufe ist.[9] Die Uchira Secondary School ist eine Privatschule für Mädchen und Burschen mit einer Ausbildung bis zur 4. Stufe.[10] Die beiden staatlichen Schulen Mashingia Secondary School[11] und Uparo Secondary School[12] bilden ebenfalls Burschen und Mädchen bis zur 4. Stufe aus.
- Gesundheit: Das staatliche Gesundheitszentrum Kirua Vunjo versorgt Patienten ambulant und stationär.[13] Außerdem gibt es im Bezirk zwei staatliche[14][15] und zwei private[16][17] Apotheken.
- Verkehr: Durch den Bezirk verläuft die asphaltierte Nationalstraße T2.[18]